# Crítica a la forma de valor
Hay cinco líneas principales de crítica académica a la idea de Marx sobre la "forma de valor".

## Oscurantismo
La crítica que se escucha con más frecuencia de los críticos de Marx, como Friedrich Hayek, Karl Popper, Francis Wheen e Ian Steedman es que, incluso si el propio Marx tuviera buenas intenciones, la idea de forma de valor de Marx es simplemente un oscurantismo esotérico, un "hocus-pocus dialéctico", "sofisma" o "palabrería". Francis Wheen se refiere a "una historia de perros peludos, un viaje picaresco a través de los reinos del sinsentido superior". Mark Blaug afirmó que "el lector se perderá poco si se salta la pedante tercera sección del Capítulo I".
Este tipo de crítica ya se hacía mientras Marx aún estaba vivo, como el propio Marx informa en un postfacio a la segunda edición alemana de El capital, tomo I en 1873.
A menudo, los marxistas han respondido a este tipo de crítica replanteando los argumentos de Marx en un lenguaje más claro, o mostrando que la teoría del valor económico de Marx, como mínimo, no está peor que la teoría subjetiva del valor (la teoría del útil como unidad de medida de intercambio).
Aun así, cuando publicó su muy clara reformulación de La teoría de la historia de Karl Marx: una defensa, el filósofo marxista analítico Gerald Cohen se disoció explícitamente de la teoría del valor de Marx. Cohen argumentó que es posible tener un materialismo histórico sin una teoría del valor trabajo, porque la una no implica lógicamente también la otra. Marcel van der Linden aceptó el enfoque de Cohen y señaló que "ya sea que la teoría de Marx sea exactamente correcta o no, sigue siendo un hecho que la clase trabajadora produce un excedente sobre el cual no tiene voz y voto". El propio Marx nunca se refirió a su propia teoría del valor como una "teoría del valor trabajo" ni siquiera una vez.
Esta interpretación contrasta con la opinión de Lenin en 1894 —repetida por Johann Witt-Hansen —de que con la aparición de El capital, "la concepción materialista de la historia ya no es una hipótesis, sino una proposición científicamente probada". Anteriormente, en 1880, Friedrich Engels había escrito (al final de la segunda parte de su folleto Del socialismo utópico al socialismo científico) que "dos grandes descubrimientos, la concepción materialista de la historia y la revelación del secreto de la producción capitalista a través del plusvalor, "Se lo debemos a Marx. Con estos descubrimientos, el socialismo se convirtió en una ciencia".

## Sustancia de valor
El argumento de Marx es que la intercambiabilidad de las mercancías con el reconocimiento de su valor es posible gracias al factor común de que todas ellas son productos del trabajo social (trabajo humano cooperativo que produce cosas para otros). Los críticos sugieren que las observaciones de Marx no proporcionan ninguna prueba lógicamente decisiva de que el tiempo de trabajo humano (el esfuerzo de trabajo) sea la sustancia del valor económico de todos los productos.

### Respuesta de Marx
En una famosa carta de Marx a Ludwig Kugelmann fechada el 11 de julio de 1868, Marx se mostró extremadamente indignado y burlón ante esta objeción, afirmando, entre otras cosas, que:
El infeliz no ve que incluso si en mi libro no hubiera ningún capítulo acerca del «valor», el análisis de las condiciones reales que yo hago contendría la prueba y la demostración de relaciones reales de valor. La cháchara acerca de la necesidad de demostrar la noción de valor se basa únicamente en la ignorancia más crasa, tanto del tema en cuestión como del método científico. Cada niño sabe que cualquier nación moriría de hambre, y no digo en un año, sino en unas semanas, si dejara de trabajar. Del mismo modo, todo el mundo conoce que las masas de productos correspondientes a diferentes masas de necesidades, exigen masas diferentes y cuantitativamente determinadas de la totalidad del trabajo social. Es self evident que esta necesidad de la distribución del trabajo social en determinadas proporciones no puede de ningún modo ser destruida por una determinada forma de producción social; únicamente puede cambiar la forma de su manifestación. Las leyes de la naturaleza jamás pueden ser destruidas. Y sólo puede cambiar, en dependencia de las distintas condiciones históricas, la forma en la que estas leyes se manifiestan. Y la forma en la que esta distribución proporcional del trabajo se manifiesta en una sociedad en la que la interconexión del trabajo social se presenta como cambio privado de los productos individuales del trabajo, es precisamente el valor de cambio de estos productos.
La tarea de la ciencia consiste, concretamente, en explicar cómo se manifiesta la ley del valor. Por tanto, si se quisiera «explicar» de golpe todos los fenómenos que aparentemente se contradicen con la ley, habría que hacer que la ciencia antecediese a la ciencia. Esta es justamente la equivocación de Ricardo cuando, en su primer capítulo sobre el valor, supone dadas todas las categorías posibles, que deben ser aún desarrolladas, para demostrar su conformidad con la ley del valor.
[...]

El economista vulgar no tiene ni la menor idea de que las actuales relaciones cotidianas de cambio no pueden ser directamente idénticas a las magnitudes de valor. Todo el quid de la sociedad burguesa consiste precisamente en que en ella no existe a priori ninguna regulación consciente, social, de la producción. Lo razonable, lo naturalmente necesario no se manifiesta sino bajo la forma de una media, que actúa ciegamente. Pero el economista vulgar cree que hace un gran descubrimiento cuando contra la revelación de conexión interna proclama orgullosamente que las cosas tienen una apariencia completamente distinta. De hecho, se enorgullece de reptar ante la apariencia y toma ésta por la última palabra. ¿Qué falta puede hacer entonces la ciencia?

### Debate moderno
En 1989, Simon Clarke capturó la esencia del debate moderno sobre la forma del valor dentro del marxismo occidental, como un debate escolástico hiperabstracto sobre la forma y el contenido del valor económico:
"Los ricardianos se centran en el trabajo encarnado como sustancia del valor, descuidando la cuestión central de la forma del valor, borrando así la distinción fundamental entre tiempo de trabajo y valor. La Escuela de Rubin, por otra parte, aporta la forma de valor al centro del escenario, pero a riesgo de perder de vista el trabajo como sustancia del valor. Para la Escuela de Rubin, la sustancia del valor no es el trabajo encarnado sino el trabajo abstracto. Sin embargo [según Rubin] la cantidad de El trabajo abstracto incorporado en una mercancía no puede definirse independientemente del intercambio de mercancías mediante el cual el trabajo privado se reduce a su sustancia social común. La única medida del trabajo abstracto es, correspondientemente, una evaluación monetaria de los productos del trabajo, expresada en sus precios. El peligro de la interpretación [de Rubin] es que la referencia al trabajo como sustancia del valor se reduce a un gesto retórico vacío en una teoría que nunca logra penetrar las apariencias de las relaciones de intercambio porque borra la distinción entre valor y valor de cambio".
La cuestión no resuelta, comentó David Kristjanson-Gural, es que "si el intercambio efectúa la reducción del trabajo concreto a abstracto, entonces la magnitud del valor no está determinada por el gasto de trabajo en la producción, sino sólo en el intercambio". Aunque Rubin se refirió a "una determinación cuantitativa del trabajo abstracto antes del acto de intercambio e independiente de él", según su propia definición carecía de cualquier método para determinar la magnitud del trabajo abstracto antes del intercambio, o para mostrar cómo se produce. podría influir en los valores del producto. Paradójicamente, parecía que si el valor en sí sólo puede determinarse con referencia a las relaciones de intercambio en los mercados, entonces el valor no puede ser el único determinante de los precios (una conclusión a la que ya llegó Joan Robinson en 1950).
- Los seguidores de Rubin generalmente abandonaron cualquier intento de proporcionar medidas cuantitativas de valor, contentándose con la discusión cualitativa y teórica sobre las formas sociales, el fetichismo, la dialéctica hegeliana, la abstracción del valor, etc.[19]
- Los teóricos de la forma del valor afirmaban que el valor sólo puede expresarse mediante dinero y que el valor en una economía laboral no puede existir antes del intercambio (comercio). En ese caso, el propósito de la teoría del valor es (re)interpretar el significado social de los fenómenos del mercado de una manera filosófica hegeliana,[20] y no medir las magnitudes del valor.
- Algunos marxistas argumentaron que la teoría del valor de Marx sólo pretende explicar el nivel macro y no es aplicable al nivel micro de la economía.[21]
- Algunos marxistas argumentaron que, dado que el dinero simplemente representa trabajo abstracto o un derecho sobre el trabajo, las cantidades de dinero pueden convertirse en equivalentes de trabajo de acuerdo con alguna fórmula (relacionando los insumos de trabajo y los insumos materiales con los precios de producción correspondientes), lo que permite una comparación de valores de productos y precios de productos, y una demostración de cómo el mercado redistribuye el valor.[22] Se han propuesto diferentes técnicas para la conversión.[23]
- También hay teóricos de Marx, como Guglielmo Carchedi, que intentan combinar un enfoque dialéctico y econométrico para comprender las formas del valor.[24]

La investigación académica marxista contemporánea sobre la "teoría del valor" se ha convertido en un área amplia. En 2018, Riccardo Bellofiore, un economista marxista italiano, concluyó desde su propia perspectiva que la teoría del valor de Marx tiene "múltiples significados". Esto puede causar confusión adicional, porque lo que un marxista entiende por "teoría del valor" puede no ser lo que otro marxista entiende por teoría del valor. Sin embargo, Ben Fine y Alfredo Saad-Filho, al comentar sobre la economía marxista contemporánea, dicen que:
"La clave para la continua relevancia y fortaleza analítica de la economía política marxista radica en su capacidad de proporcionar un marco de análisis para unificar ideas y críticas dispares sobre las contradicciones del capitalismo en todas las ciencias sociales. El instrumento para forjar esa unidad es la teoría de valor del Marx..."
La vieja teoría marxista se mantuvo unida por la filosofía del materialismo dialéctico, pero en el nuevo marxismo académico de Occidente, se dice que la "teoría del valor" es el factor unificador. La cuestión no resuelta entonces es si la teoría del valor realmente puede ser el factor unificador, si hay un gran número de interpretaciones marxistas del valor diferentes y en competencia, con muchos sabores, gustos y preferencias diferentes, y planteadas en muchos niveles diferentes de abstracción académica. Ya en 1951, cuando había intentado crear bases conceptuales firmes para los estudios de valores, el antropólogo Clyde Kluckhohn concluyó que la tarea era extremadamente difícil, si no imposible:
"Al leer la voluminosa, y a menudo vaga y difusa, literatura sobre el tema en los diversos campos del aprendizaje, uno encuentra valores considerados como actitudes, motivaciones, objetos, cantidades mensurables, áreas sustantivas de comportamiento, costumbres o tradiciones cargadas de afecto y relaciones tales como aquellos entre individuos, grupos, objetos, eventos."

### Subtema
Un "subtema" de esta controversia académica se refiere a la cuestión de si conceptos como el trabajo abstracto o la forma de valor son categorías "históricamente específicas" o categorías "transhistóricas". Por ejemplo, Massimo de Angelis y Christopher J. Arthur afirman que el trabajo abstracto es una "categoría específicamente capitalista", que no tiene validez transhistórica en diferentes modos de producción. Según el "principio de especificación histórica" de Karl Korsch, "Marx comprende todas las cosas sociales en términos de una época histórica definida".
El propio Marx decía que la categoría abstracta del trabajo ("trabajo en general", o "trabajo como tal", es decir, el trabajo considerado con indiferencia hacia sus formas particulares) expresa "una relación inconmensurablemente antigua, válida en todas las formas de sociedad" (o "una antigua relación existente en todas las formas de sociedad"); pero, continuó diciendo, sólo en la sociedad burguesa moderna (como la ejemplificada, por ejemplo, en Estados Unidos) esta categoría se realiza plenamente en la práctica. Porque sólo allí existe un sistema de ecuaciones de precios dentro de un mercado universal, que puede reducir real y prácticamente la valoración de todas las formas y cantidades de trabajo uniformemente a sumas de dinero, de modo que cualquier tipo de trabajo se convierte en un bien o bien intercambiable y comercializable. "insumo" con un precio conocido, y prácticamente se trata como tal. En otras palabras, el trabajo abstracto para Marx no era una categoría fija, inmutable y estática, que cayó del aire un día alrededor de 1750, sino una categoría que evolucionaba históricamente.
Si cada categoría social fuera única y exclusivamente aplicable a una etapa específica de la historia, sería imposible comprender la transición de una etapa histórica a otra, o comprender el progreso humano a través de diferentes épocas. Marx no dice que las categorías transhistóricas no sean válidas, sino que las categorías históricas que son aplicables sólo a una época particular de la historia humana no deben generalizarse ni eternizarse, "como si" fueran realidades transhistóricas eternas. Los fenómenos deben entenderse en su apropiada especificidad, en aras de generalizaciones válidas.
Si las realidades transitorias actuales se tratan como eternas en la imaginación, parece como si fueran inmutables y no pudieran cambiar más (una ideología conservadora), pero eso pasa por alto las mismas cosas que están cambiando. Esto lleva a la confusión de las constantes y variables analíticas con las constantes y variables del mundo real (en última instancia, casi nada en el universo permanece constante, aunque para los humanos existen constantes "para todos los efectos").
Mucho antes de que surgiera el comercio, cuando los cazadores, recolectores y agricultores de subsistencia tenían que juzgar cuánto tiempo y trabajo tomaría obtener alimentos, ya se veían obligados a pensar de manera abstracta y valorar la asignación de su tiempo de trabajo, lo que dio lugar a la primera estadística numérica. expresiones. Tenían que contar y comparar para sobrevivir, porque su tiempo y recursos eran limitados, aunque obviamente sus valoraciones diferían de los métodos y conceptos capitalistas que se utilizan hoy en día. Incluso si no eran conscientes de las proporciones necesarias para la asignación del tiempo de trabajo por el clan, tribu, comunidad, etc., ciertamente se enfrentaron a sus efectos. Es decir, si lo hacían mal, su propia gente moría. Así que pronto aprendieron de la experiencia a evitar las peores malas asignaciones de mano de obra: querían seguir con vida y prosperar. La investigación moderna proporciona evidencia de que algunos animales también exhiben al menos una habilidad rudimentaria para la abstracción numérica y un sentido de proporción numérica, lo que sugiere que es necesario para sobrevivir.

En este sentido, Marx comenta en Una contribución a la crítica de la economía política que:
"Esta abstracción, el trabajo humano en general, existe en la forma de trabajo medio que, en una sociedad dada, la persona media puede realizar, gasto productivo de una cierta cantidad de músculos, nervios, cerebro, etc. humanos. Es trabajo simple (los economistas ingleses lo llaman "trabajo no calificado"), para el cual cualquier individuo promedio puede ser entrenado y que de una forma u otra tiene que realizar. Las características de este trabajo promedio son diferentes en diferentes países y diferentes épocas históricas, pero en cualquier caso particular. En la sociedad aparece como algo dado".
"El valor", dijo Marx, "no lleva su descripción marcada en la frente: más bien transforma cada producto en un jeroglífico social. Más tarde, los hombres intentan descifrar el jeroglífico, para descubrir el secreto de su propio producto social". Así, por ejemplo, el arqueólogo Marc Van de Mieroop comenta sobre la economía sumeria de la antigua Mesopotamia de la siguiente manera:
"... una cuenta equilibrada de la mano de obra proporcionada por 37 trabajadoras en el año 2034 a.C. indica las diferentes actividades en las que participaban. El trabajo de molienda ocupaba 5.986 días de trabajo. El tiempo dedicado a esta tarea se calculaba sobre la base de las cantidades de sus productos terminados, es decir, harina de diferentes calidades. Las tabletas de origen para la cuenta equilibrada proporcionaron las cantidades totales de los diferentes tipos de harina molida. El tiempo necesario para producirlos se calculó sobre la base de expectativas de desempeño estandarizadas. El contador sabía, por ejemplo, que durante el año se habían producido 860 litros de harina fina, como se esperaba que una mujer moliera 20 litros de ese tipo de harina en un día, era fácil calcular que 43 días laborales habían trabajado estado involucrados".
Sobre la base de su contabilidad de insumos/productos y de trabajo, los contadores sumerios, particularmente del período Ur III, eran evidentemente capaces de estimar, en términos cuantitativamente precisos, cuánto trabajo se necesitaría para producir una cierta cantidad de producto y, por lo tanto, cuántos trabajadores se necesitaban para un intervalo de tiempo determinado.
Según el arqueólogo Robert K. Englund, "el concepto de equivalencia de valor era un elemento seguro en la contabilidad babilónica al menos en la época de los contratos de venta del período ED IIIa (Fara), c. 2600 a. C."; La formación y el uso de equivalencias de productos de cereales fue "un paso importante en la dirección de equivalencias de valor generales, mejor atestiguadas en el período Ur III para la plata, pero aún aplicables en general para otras mercancías como cereales o pescado, incluyendo finalmente también el tiempo de trabajo".
El historiador laborista Jan Lucassen afirma que los primeros salarios se pagaron a los soldados empleados por los primeros estados hace 5.000 años, los primeros mercados laborales surgieron entre el 2.000 y el 1.000 a. C. (cuando los funcionarios del templo comenzaron a subcontratar mano de obra), y a los trabajadores asalariados se les pagaba con monedas desde entonces. alrededor del 600 a. C. Hace ya 2.000 años, a los trabajadores se les podía pagar con monedas una parte determinada de su jornada laboral.
Muchos marxistas niegan la importancia de tales datos históricos y arqueológicos sobre la evolución del trabajo y el valor abstractos, porque, según su idea de "especificidad histórica", el capitalismo es capitalismo sólo si hay capitalismo, y el valor es exclusivamente una creación de capitalismo.[cita requerida]

#### Rubin
Desde 1972, cuando se volvió a publicar traducido el libro de Isaak Rubin, la controversia marxista occidental sobre la forma de valor ha continuado durante casi medio siglo. Han surgido diferentes escuelas de pensamiento, sin que, sin embargo, se haya llegado a una solución definitiva que sea aceptable para todos. Sin embargo, en realidad, la controversia intelectual tiene raíces históricas mucho más profundas. Como afirmó el propio Rubin, "Toda la economía política post-Ricardiana giraba en torno a la cuestión de la relación entre el precio de producción y el valor del trabajo. Responder a esta pregunta era una tarea histórica para el pensamiento económico. En opinión de Marx, el mérito particular de su teoría del valor fue que dio una solución a este problema".
La afirmación de Rubin era que, en opinión de Marx, la teoría del valor-trabajo y la teoría de los precios de producción representan "dos etapas lógicas o grados de abstracción de los mismos fenómenos económicos" en lugar de ser dos modelos que se contradicen entre sí. Sin embargo, el siguiente problema fue que la vaga interpretación de Rubin sobre los "niveles de abstracción" nunca aclaró qué significa exactamente esto en términos científicos verificables y cuantificables. Y por lo tanto, argumentan los críticos, la supuesta "solución" de Rubin no es en absoluto una solución científicamente aceptable al problema de la relación entre los precios de producción y los valores-trabajo: es sólo una "definición".

#### Concepto final
En la teoría del valor terminada de Marx, el "valor" de una mercancía resulta ser la valoración social de su costo de reposición actual promedio en tiempo de trabajo (un costo de reproducción económica sincrónica) pero este requisito laboral particular resulta ser una cantidad bastante diferente del "trabajo incorporado" en la producción (el tiempo de trabajo real realizado para fabricar la mercancía) o del "trabajo ordenado" a cambio (cuánto tiempo de trabajo se puede comprar, en promedio, por el precio monetario de la mercancía). Ésta es una consecuencia lógica de la teoría de Marx sobre el valor de mercado y los precios de producción. Sin embargo, sigue siendo cierto que si queremos estimar o medir esta cantidad promedio empíricamente, como una estadística, esto requiere hacer referencia a los precios monetarios y a los precios agregados; No podemos medir el valor medio del producto sin hacer referencia a las formas en que se expresa el valor, para establecer la conexión entre las unidades de producto, los precios y el trabajo. En este sentido, la economía insumo-producto de Wassily Leontief y el concepto econométrico de integración vertical de Luigi Pasinetti han demostrado ser útiles.

### Escuela unoísta japonesa
Debido a la controversia sobre la sustancia del valor, el famoso erudito marxista japonés Kozo Uno argumentó en sus clásicos Principios de economía política que el argumento original de Marx tenía que ser revisado. En opinión de Uno, Marx había narrado la historia al revés, causando confusión. Por lo tanto, hubo que reordenar los argumentos. En la versión revisada, la teoría de la forma del valor está integrada en la teoría de la circulación de mercancías y no se refiere en absoluto a la sustancia (contenido) del valor. La forma y la sustancia del valor están radicalmente separadas. La sustancia del valor como trabajo se hace entonces evidente (y teóricamente demostrada) sólo en el análisis de la producción de mercancías "por medio de mercancías" (incluida la mercancía-fuerza de trabajo).
Sin embargo, algunos marxistas occidentales no encuentran muy satisfactorio este enfoque unísta, entre otras cosas porque (1) una "forma" es una forma "de" algo, la forma que adopta un contenido, por lo que forma y contenido no son realmente separables, y (2) Marx afirma que la formación de los valores de los productos es un resultado de que tanto la "economía del tiempo de trabajo" como la "economía del comercio" trabajan en conjunto. Cuando se produce un producto, tiene un valor; podemos decir que requiere cierta cantidad de trabajo para producirlo, suministrarlo o reemplazarlo. Sin embargo, el valor de ese valor sólo se hace evidente cuando se comercializa con regularidad y se compara con otros productos.

### Escuela occidental de la forma de valor
Desde los años 1970, los llamados "teóricos de la forma de valor" ("escuela de la forma de valor") han enfatizado, influidos por Theodor W. Adorno y el redescubrimiento de los escritos de Isaak Illich Rubin —la importancia de la teoría del valor de Marx como crítica cualitativa —una crítica cultural, sociológica o filosófica de las reificaciones involucradas en el mercantilismo capitalista. Rob Bryer afirmó que "la mayoría de los marxistas hoy argumentan a la defensiva que [Marx] no pretendía [su teoría del valor] explicar los precios y la tasa de rendimiento del capital, sino que sólo nos dio una teoría cualitativa de la explotación capitalista". De esta manera, el ataque cuantitativo de los neoricardianos contra la teoría del valor de Marx se considera irrelevante. La escuela de la forma de valor se ha vuelto muy popular, especialmente entre los marxistas occidentales que no son economistas.
Los partidarios de la "escuela de la forma de valor", especialmente en Alemania y Gran Bretaña, a menudo consideran la teoría de la forma del valor de Marx como prueba de una ruptura radical con toda la economía convencional. Esto implica que no tiene mucho sentido abordar la economía convencional, porque la economía convencional formula supuestos teóricos bastante incompatibles. Los críticos de la escuela de la forma del valor a menudo ven esta tradición intelectual como una "táctica evasiva", que evita problemas cuantitativos difíciles relacionados con la relación entre el valor económico y los precios monetarios que aún deben resolverse.
La teoría de la forma del valor como una rama especial de la teoría radical ha sido popular entre los intelectuales partidarios del autonomismo y el anarquismo, aunque Antonio Negri cree que la teoría ya está obsoleta. La teoría de Negri es más o menos la misma que la del periodista del Financial Times John Kay, quien cree que "el entorno político y económico en el que Marx escribió fue un breve interludio en la historia económica". Ambos escritores consideran obsoleta la teoría del valor de Marx, aunque todavía les gusta utilizar algunas de las retóricas de Marx. La teoría de la forma del valor es una corriente importante en la Neue Marx-Lektüre alemana y también existe una escuela de crítica del valor posmarxista.

### Sohn-Rethel
En un texto que tuvo una gran influencia en la discusión académica, Alfred Sohn-Rethel examinó con cierto detalle el significado y las implicaciones del concepto de Marx sobre las formas de valor. Afirmó que "el análisis formal de la mercancía contiene la clave no sólo para la crítica de la economía política, sino también para la explicación histórica del modo de pensamiento conceptual y de la división del trabajo intelectual y manual, que nació con ella".
Marx había observado que al equiparar sus productos en el intercambio como valores, las personas también equiparan las cantidades de trabajo humano normalmente necesarias para producirlos, independientemente de si son conscientes de ello o no (muy probablemente no sabrían, ni podrían, saber con precisión). cuánto trabajo representan los productos, o incluso dónde se originaron los productos). Se trata de un "efecto funcional" de la relación comercial. Sohn-Rethel llama a esto una "abstracción real": es una abstracción realizada no principalmente mediante el pensamiento, sino involuntariamente al actuar y participar en un sistema de convenciones simbólicas. Posteriormente, la "abstracción real" se transforma en una "abstracción conceptual" que, según él, tiene implicaciones muy importantes para la futura evolución del pensamiento humano. Parece entonces que el trabajo abstracto es puramente un efecto del intercambio económico.
Sohn-Rethel reflexionó sobre la cuestión de qué mantiene unida a la sociedad, cuando toda la producción la llevan a cabo agentes privados que actúan independientemente unos de otros. Concluye, como Friedrich Hayek, que en ese caso la sociedad sólo puede cohesionarse mediante la "compra y venta". De ello parece deducirse que "el nexo de la sociedad se establece mediante la red de intercambio y nada más". Sin embargo, esta idea se aleja de la teoría de Marx ya que, para Marx, no son las relaciones de intercambio (las transacciones de mercado) las que mantienen unida a la sociedad, sino las relaciones cooperativas de producción (gobernadas por derechos de propiedad), las que forman la estructura económica. de la sociedad. Parte de esta cooperación laboral es ciertamente voluntaria y libremente elegida, pero otra parte es obligada por la necesidad, ya que la gente no puede sobrevivir ni prosperar sin ella.
Lo que desaparece de la vista en la interpretación de Sohn-Rethel es que, en la producción y reproducción de la vida humana, las personas también necesitan cooperar de muchas maneras que no tienen nada que ver con el comercio (ser un "agente de transacciones en el mercado" es sólo una función entre otras). Además, la idea radical de Sohn-Rethel ni siquiera es muy plausible, ya que (1) la sociedad no colapsa simplemente en todas partes si, en una crisis, el proceso comercial se desmorona en gran medida, y (2) en cualquier momento, la mayor parte del stock de objetos de valor de la sociedad (almacenados o en uso) no se comercializa en absoluto. Así pues, en realidad, el "nexo social" o la "síntesis social" implica en cualquier momento muchas más relaciones de cooperación que el comercio por sí solo.

### Moishe Postone
Tomando prestadas ideas de (entre otros) Patrick Murray y Derek Sayer, Moishe Postone basó su interpretación de la forma de valor en un extracto de una nota a pie de página de El capital, tomo I, que fue traducida incorrectamente por Ben Fowkes:
"La forma valor del producto del trabajo es la forma más abstracta, pero también la más general, del modo de producción burgués. Este modo se caracteriza por ello como un tipo particular de producción social y, por tanto, como históricamente específico. Entonces se comete el error de tratarla como la eterna forma natural de la producción social, necesariamente se pasa por alto la especificidad de la forma valor y, en consecuencia, de la forma mercancía junto con sus desarrollos ulteriores, la forma dinero, la forma capital, etc."
Postone alegó que en el "marxismo tradicional" (como "Sweezy, Mandel y otros"), el significado de "valor" y "trabajo" se interpretaba erróneamente:
- Debido a que supuestamente se equiparaba el "valor" con la categoría transhistórica de riqueza física o material, se hizo imposible "analizar la especificidad histórica de la forma de trabajo que constituye el valor" dentro del capitalismo. Sin embargo, tal análisis es necesario para comprender "cómo la forma-valor estructura la esfera de producción así como la de distribución".[81]
- Para Marx, el trabajo en el capitalismo "debe existir en forma de valor" y "necesariamente aparece en una forma que lo expresa y lo vela".[82] Cuando Marx contrasta el trabajo social y el trabajo privado, no se refería a un contraste entre la categoría transhistórica del trabajo y el tipo de trabajo específicamente capitalista, o un contraste de esencia y apariencia, sino "dos momentos del trabajo en el capitalismo mismo".[83] El trabajo en el capitalismo es, según Postone, "directamente social" porque "actúa como una actividad socialmente mediadora".[84] Un análisis adecuado del capitalismo es posible "sólo si parte de un análisis del carácter históricamente específico del trabajo en el capitalismo".[84]

Postone concluye de su historia, entre otras cosas, que "la ley del valor, entonces, es dinámica y no puede entenderse adecuadamente en términos de una teoría del equilibrio del mercado" y que el movimiento de la historia "puede expresarse indirectamente mediante el tiempo como variable dependiente; sin embargo, como movimiento del tiempo, no puede ser captado por el tiempo estático y abstracto".

### Teoría monetaria del valor
La sugerencia de algunos autores (como Reuten/Williams) es que, aunque la supuesta teoría del valor-trabajo de Marx es teóricamente errónea tal como se afirma, su teoría puede modificarse de modo que, en lugar de que el valor sea creado por el trabajo humano cooperativo, el valor y el trabajo abstracto pueden considerarse efectos ("formas sociales") creados por el proceso de intercambio mismo. En pocas palabras, el valor de los bienes no es más que el dinero por el que se cambiarán, de lo que parece deducirse que si el dinero no existe, el valor tampoco existe. Esta interpretación suele denominarse teoría monetaria del valor. Así, Michael Heinrich afirma que:
"La teoría del valor de Marx es... una teoría monetaria del valor: sin la forma valor, las mercancías no pueden relacionarse entre sí como valores, y sólo con la forma dinero existe una forma adecuada de valor. Concepciones 'sustancialistas' del valor, que intentan establecer la existencia del valor dentro de objetos individuales, son teorías del valor premonetarias. [...] La habitual teoría del valor "marxista" que alega que el valor ya está completamente determinado por el "tiempo de trabajo socialmente necesario" también es una teoría del valor pre-monetario".
Aun así, Heinrich considera que el valor monetario es una medida del trabajo. En "Crítica de la economía política: Una introducción a El Capital de Marx", Heinrich dice: "El valor es algo puramente social; expresa la igual validez social de dos actos de trabajo concretos completamente diferentes y, por lo tanto, es una relación social específica".
El economista marxista griego John Milios también aboga por una teoría monetaria del valor, donde "el dinero es la forma necesaria de aparición del valor (y del capital) en el sentido de que los precios constituyen la única forma de aparición del valor de las mercancías". Los críticos de esta interpretación piensan que no puede ser correcta, por tres razones:
- Marx deja explícito que "aunque el precio, siendo el exponente de la magnitud del valor de una mercancía, es el exponente de su relación de cambio con el dinero, no se sigue que el exponente de esta relación de cambio sea necesariamente el exponente de la magnitud de su valor". el valor de la mercancía".[93] Es decir, los precios no necesitan expresar los valores de los productos con precisión, o en absoluto.
- Como Marx demostró tan minuciosamente en su análisis del desarrollo de la forma del valor, el valor de las mercancías también puede expresarse simple y directamente en términos de una cantidad de otras mercancías, o de una mercancía de referencia. Para expresar una relación de valor, en principio no se requiere dinero ni precios: ese es el punto. Todo lo que se requiere es la expresión que " x cantidad de producto y vale p cantidad de producto q", independientemente de que y y q se comercialicen o no.
- El argumento de Milios sólo puede sostenerse si, en el comercio de un conjunto de mercancías por otro (como en el comercio de compensación), el conjunto de mercancías comercializado se trata en sí mismo como si fuera un "precio". Pero ese "precio" obviamente no es una cantidad de dinero. La cuestión aquí es simplemente que la forma del valor, en su estado menos desarrollado, no requiere ninguna expresión monetaria; El comercio de compensación no requiere necesariamente ningún referente monetario, aunque en los tiempos modernos a menudo sí tiene en cuenta el valor en efectivo de un acuerdo.

Milios combinó el dinero que realmente cambia de manos con todo tipo de datos de precios computables posibles para una mercancía en diversas condiciones. En efecto, combinó la forma del valor con la forma del precio, y los precios reales con los precios ideales. Milios implica que sólo los bienes con precio pueden tener valor, pero esta idea contradice rotundamente la teoría de Marx según la cual los valores de los productos existen también de manera bastante independiente del intercambio (simplemente porque los productos necesariamente representan cantidades de trabajo-esfuerzo).
Si la interpretación de Milios es correcta, la teoría del valor de Marx no sirve para nada: los valores y los precios son difícilmente distinguibles. En todos sus manuscritos económicos, Marx dice que, en el mejor de los casos, los precios son la "expresión idealizada" de las formas del valor. Esta visión es lógica; después de todo, los precios expresan la cantidad de dinero por la cual determinadas mercancías cambiarán, o podrían cambiar de propietario.
Si la idealización de la forma del valor como precio se equipara con la forma del valor misma, toda la idea de la forma del valor es en sí misma redundante. Es un poco como decir que la información sobre el precio de un bien es lo mismo que el dinero real que cambia de manos cuando se comercializa el bien. La mayoría de la gente sabe muy bien cuál es la diferencia; difícilmente podían permitirse el lujo de no saberlo.

### Valor como poder
En varios trabajos, el fenomenólogo australiano Michael Eldred radicaliza la lectura de "forma" en el concepto de forma-valor para convertirlo en una categoría socioontológica. Según Eldred, el fenómeno del valor de cambio es sustancialmente un fenómeno de poder social. Por tanto, el dinero se revela como la forma rudimentaria y por excelencia de poder social cosificado en la sociedad capitalista. Las otras formas de valor se desarrollaron en el curso del análisis del capital, comenzando con la forma capital y la forma salario del valor, pasando por las formas de valor de la renta de la tierra, el interés y el beneficio de la empresa, hasta llegar a la forma ingreso. de estas fuentes de ingresos en la superficie de la vida económica, despliegan la estructura socioontológica y el movimiento del capitalismo como un "juego de poder cosificado". Eldred sostiene que tal estructura ontológica total del juego de poder capitalista sólo puede hacerse visible si se reconstruye todo el análisis del capital de Marx, no sólo el famoso y notoriamente difícil primer capítulo de El capital de Marx.
Desde un ángulo diferente, Jonathan Nitzan y Shimshon Bichler también describen los fenómenos del valor económico como relaciones de poder. Si bien conservan algo del lenguaje de Marx, rechazan la teoría del valor de Marx. La dimensión de poder de las relaciones de valor también es prominente en el comentario de Harry Cleaver Reading Capital Politically.
Esta interpretación también tiene sus críticos, siendo la principal crítica que al reducir todos los valores económicos a una cuestión de poder, el concepto mismo de poder se convierte en una idea nebulosa, que explica "todo y nada". Por ejemplo, Andrew Kliman sostiene que Nitzan y Bichler buscan definir el poder "en términos de capitalización de mercado". Desde este punto de vista, "una capitalización de mercado que es 1.000 veces mayor que la media no da a los propietarios 1.000 veces más poder; simplemente es 1.000 veces más poder". Kliman dice que "Esta identificación de capital y poder -capital como poder- ciertamente no es correcta en un sentido literal".
El "poder", al igual que el valor económico, no es en modo alguno un concepto sencillo y sencillo. El poder es a menudo circunstancial. No se puede inferir automáticamente, a partir de la posición adoptada por los participantes en el comercio de mercado, qué tipo de poder tienen realmente. Especialmente en las crisis económicas, a menudo se descubre que aquellos que se pensaba que tenían mucho poder, en realidad no lo tienen (lo que lleva a crisis políticas).

### Subjetivo y objetivo
También hay antropólogos como el socialista Lawrence Krader y el anarquista David Graeber que han sostenido que las categorías de valores de Marx deberían modificarse a la luz de la investigación histórica y antropológica sobre cómo las comunidades humanas valoran los objetos.
Desde que Werner Sombart y Nikolái Bujarin la argumentaron por primera vez, la teoría del valor de Marx ha sido descrita como una teoría del valor puramente objetiva, en contraposición a la teoría subjetiva de los economistas burgueses. Sin embargo, Krader argumentó (al igual que Mijaíl Tugán-Baranovski y Oskar Lange) que la teoría del valor de Marx y la teoría de la utilidad son compatibles, es decir, la una no excluye a la otra; y Krader insistió en que el valor tiene aspectos tanto objetivos como subjetivos. El trabajo de Graeber está muy centrado en cómo las categorías de valores dan forma a las vidas humanas y los efectos políticos directos de ello.
Para comprender y agregar las preferencias subjetivas que determinan las opciones comerciales y las decisiones económicas en el mundo real, esas preferencias subjetivas en sí mismas deben tratarse como datos cognoscibles, objetivos y mensurables. Por lo tanto, incluso una teoría subjetiva del valor no puede evitar por completo tratar el valor también como un hecho social objetivo. Si ese no fuera el caso, entonces todas las estadísticas económicas y la investigación de mercados serían inválidas e inútiles. De ello se deduce que en el mundo real, todos los economistas siempre tienen que lidiar tanto con el valor subjetivo como con el valor como una realidad objetiva del mercado. Es cierto que Marx se centró principalmente en los resultados objetivos generales de las valoraciones capitalistas. Los trabajadores individuales y los propietarios individuales de capital no podían determinar qué iban a hacer los mercados, aunque decisiones importantes de los políticos pueden influir fuertemente en los mercados. Sin embargo, eso obviamente no significaba que los trabajadores y capitalistas no hicieran valoraciones ni elecciones subjetivas en absoluto, o que estuvieran completamente a merced de las fuerzas del mercado.
Desde este punto de vista, el valor no puede existir sin la presencia de sujetos valoradores, simplemente el valor de los objetos escapa de su control y comienza a llevar una vida propia, independiente de las voliciones de individuos particulares. Paradójicamente, como dice el propio Marx, cuanto más dependen los productores del intercambio, más parece que el intercambio se vuelve independiente de ellos. Es decir, los mercados no sólo pueden favorecer los intereses del individuo, sino que también pueden actuar en contra de los intereses del individuo, porque tienen su propia dinámica independiente. Los movimientos del mercado pueden ser bastante diferentes de lo que la gente esperaba o predijo, lo que dio lugar a muchas teorías sobre las expectativas del mercado, para comprender cómo los patrones comerciales y las expectativas de las personas interactúan e influyen entre sí.

### More Heat than Light
En su muy leído libro More Heat than Light: Economics as Social Physics, Physics as Nature's Economics, Philip Mirowski examinó con mayor detalle los conflictos teóricos entre las teorías del valor de "sustancia" y las teorías del valor de "campo". Afirma que "Marx vaciló entre dos teorías del valor trabajo mutuamente excluyentes", lo que según él explica "la incoherencia de su intento de resolver el problema de la transformación".
Una teoría es la teoría del valor trabajo "corporizada" (o trabajo cristalizado), la otra teoría es una teoría del valor "costo". "El trabajo cristalizado resalta la explotación y fija el lugar de generación de excedente en la producción; los valores laborales de costo real oscurecen la generación de excedente y abren la posibilidad de que la magnitud global de la ganancia se altere (y por lo tanto se genere) en el intercambio". Esta interpretación es esencialmente una versión de la crítica neoricardiana convencional, que afirma que existe una inconsistencia insalvable entre la teoría del valor de El capital, tomo I, y la teoría de los precios del El capital, tomo III.
Mirowski afirma que Marx, en la tradición de la economía política clásica, creía que "los intercambios capitalistas regulares son normalmente intercambios de valores equivalentes". Esta afirmación no es fácil de sostener, ya que toda la arquitectura de El capital, tomo III, se basa en la idea de que los valores de los productos, los precios de producción y los precios de mercado divergen sistemáticamente entre sí, y pueden divergir considerablemente durante un tiempo prolongado; la obtención de ganancias no requiere que las mercancías se negocien a sus valores y, como el propio Marx señala al principio de El capital, tomo III, se pueden obtener buenos beneficios comercializando grandes cantidades de bienes bastante rápidamente por debajo de su valor (el principio clásico de competencia). Según Ian Paul Wright, "desafortunadamente, Mirowski interpreta mal el concepto de sustancia de Marx".

### Capital sin producción
A medida que crece la acumulación de capital, existen cada vez más activos financieros y duraderos externos a la esfera de producción. Cuando la sociedad se vuelve más rica, el valor total de las propiedades de propiedad personal de los individuos (activos propiedad de los hogares) y la propiedad pública aumenta, incluso si algunas personas poseen poco y otras poseen mucho. Marx se preocupaba principalmente por el valor de las mercancías recién producidas, pero en su teoría sobre el modo de producción capitalista no queda claro qué determina el valor de un stock creciente de activos duraderos en la sociedad, un stock de activos que no es ni un insumo ni un recurso. producción de la producción actual (excepto la mano de obra de mantenimiento de los activos físicos y financieros ya existentes).
Contrariamente a un mito pernicioso pero popular, Marx sólo proporcionó una teoría de los fundamentos de la sociedad capitalista, su modo de producción característico. No proporcionó una teoría de la economía total, ni una teoría de toda la sociedad burguesa. Por eso, más tarde, los científicos sociales marxistas y críticos se vieron obligados a desarrollar mucho más las ideas de Marx en muchas áreas nuevas.
Los viejos esquemas de reproducción de Otto Bauer, Nikolái Bujarin, Rosa Luxemburgo, Henryk Grossman, Ernest Mandel y otros marxistas famosos tienen todos en común que suponen que los ingresos obtenidos del uso de capital y trabajo se utilizan en gastos de consumo, o reinvertidos en producción. Pero esto confunde la teoría de la autorreproducción del modo de producción capitalista con la reproducción de la sociedad capitalista en su conjunto, y confunde la acumulación de capital de producción con la acumulación de capital social total.
Ernest Mandel lo admitió en parte: afirmó que era un error pensar que los recursos de una nación se dividen simplemente en un fondo de consumo y un fondo de inversión productiva, con un intercambio de suma cero entre ellos. También existe un "fondo de inversión improductivo", que financia la administración gubernamental, el gasto militar, el mantenimiento y el entorno de las élites, los lujos, los bienes de prestigio, los ahorros atesorados, la especulación, los paraísos fiscales, etc. Por lo tanto, si las políticas de austeridad reducen el fondo de consumo, esto no significa aumentar automáticamente el fondo de inversión productivo; puede que sólo aumente el fondo de inversión improductivo. A la inversa, las técnicas keynesianas de estímulo (técnicas de estímulo) destinadas a impulsar la demanda de los consumidores no pueden aumentar en gran medida ni el gasto ordinario de los consumidores ni las inversiones productivas, si sólo enriquecen a los administradores del programa de estímulo y a las instituciones financieras, y si el apoyo adicional Los subsidios otorgados a ciudadanos y organizaciones se gastan en realidad en gran medida en pagar o reprogramar o refinanciar deudas. En una economía globalizada y apalancada, incluso si el gasto de los consumidores locales aumenta, eso no significa automáticamente que la inversión productiva local también aumentará; el principal efecto del aumento del gasto de los consumidores puede ser sólo impulsar las importaciones, y no desarrollar la economía local.
En realidad, a medida que avanza el desarrollo capitalista, la proporción de la acumulación no productiva en la acumulación total sigue creciendo, como lo muestran los datos del mercado de capitales y los datos sobre la riqueza de activos nacionales de los países capitalistas avanzados. Esto significa que la estructura general de las tenencias de capital, a nivel nacional e internacional, ya se parece muy poco a cómo era esa estructura en la época de Marx y Keynes.

### Bienes no materiales
En la teoría del valor, también existe el problema de los llamados "bienes y servicios no materiales", como la propiedad intelectual (todo tipo de textos, conjuntos de datos, software, diseños, técnicas, conocimientos, invenciones, servicios de información, etc.). A veces los estudiosos se refieren a "bienes cognitivos". Obviamente, la propiedad intelectual ya existía en la época de Marx, pero su alcance y volumen eran bastante pequeños.
En los tiempos modernos, en los que la ciencia y la educación se han convertido en negocios a gran escala, existe una tendencia general a asignar un derecho de propiedad y un precio a cada vez más ideas, a las que se les asignan límites precisos (Ver Organización Mundial de la Propiedad Intelectual ). Sin embargo, aún no está claro qué regula el valor de la propiedad intelectual en un sentido económico. ¿Cómo se define y calcula correctamente el valor de la propiedad intelectual? A menudo los precios pagados por los activos intelectuales no son proporcionales a los costos reales de producción.

## Crítica neorricardiana
Esta crítica (hecha principalmente por neorricardianos y poskeynesianos) es básicamente que todos los problemas que Marx intenta resolver con su teoría de las formas del valor pueden resolverse mucho mejor y de manera más plausible con la teoría moderna de los precios.

### Meek
En un artículo de 1975 titulado "¿Fue realmente necesario el viaje de Marx?", el influyente economista marxista Ronald L. Meek argumentó que la teoría del valor de Marx se había vuelto redundante, porque todas las relaciones económicas pueden describirse y explicarse en términos de precios. De hecho, lo que Marx llama "valor" puede considerarse simplemente como una especie de "precio teórico". En esta interpretación, la conclusión a la que se llega es que la teoría del valor de Marx en realidad no añade mucho a los argumentos económicos y, por lo tanto, probablemente sea mejor abandonarla.

### Respuesta
La mayoría de los marxistas occidentales habían aceptado las teorías económicas convencionales de los precios como en gran medida correctas y no problemáticas, y simplemente seguían insistiendo en que la teoría del valor era un "complemento" necesario para darle sentido a la economía. Alternativamente, los marxistas argumentaron que la teoría del valor no tenía mucho que ver con la economía de mercado de los precios, porque se refería a un "nivel de abstracción" bastante diferente o tenía una intención diferente. Rob Bryer afirmó en 2005 que "la mayoría de los marxistas hoy argumentan a la defensiva que [Marx] no pretendía [su teoría del valor] explicar los precios y la tasa de rendimiento del capital, sino que sólo nos dio una teoría cualitativa de la explotación capitalista".
No hubo ninguna crítica sistemática de la teoría de los precios, y casi ningún intento de conectar la controversia del "problema de la transformación" con el debate sobre el cálculo socialista. Cuando, en su ataque neorricardiano a la teoría del valor de Marx, Ian Steedman simplemente ignoró por completo todos los precios de mercado (todos los precios en los modelos de Steedman son precios de producción puramente hipotéticos), no hubo ninguna objeción por parte del campo marxista, aunque hubo muchos de otras críticas.

### Shaikh
En su magnum opus de 2016, el economista clásico Anwar Shaikh sostiene que todas las principales proposiciones económicas de El capital de Marx pueden demostrarse de manera coherente y verificarse empíricamente, sin ninguna referencia necesaria a la propia narrativa dialéctica de Marx sobre el valor, una posición que resultó ser controvertida.
Shaikh ideó técnicas para probar empíricamente las teorías clásicas del valor, utilizando datos de insumo-producto, datos de stock de capital, datos laborales, índices de precios y datos de ingresos. Afirma que, en general, la desviación de los valores trabajo estimados de los correspondientes precios de mercado observables de los productos no es muy grande (como máximo alrededor de 1/8 aproximadamente), lo que sugiere que el problema de la transformación clásica es empíricamente mucho menos significativo de lo que se pensaba anteriormente. Sin embargo, la validez de las técnicas econométricas utilizadas para estimar las desviaciones precio-valor está en disputa. La fortaleza del enfoque econométrico es que, si la tarea es medir el valor, entonces es esencial ser conceptualmente muy exacto acerca de qué es el valor para poder medirlo, incluso si la medida empírica es sólo una aproximación de lo real.

## Crítica cartalista
Algunos economistas poskeynesianos y marxistas heterodoxos, así como anarquistas como David Graeber, quienes se inspiran en la teoría cartalista del dinero. Estos economistas interpretan la narrativa de Marx sobre cómo el dinero se origina en el proceso de intercambio como una teoría del dinero mercancía, o la "teoría del dinero mercancía". Es decir, creen que la teoría de Marx es más o menos lo mismo que la "teoría del trueque del dinero".

### Teoría Monetaria Moderna
La interpretación "neocartalista" del dinero implica que la teoría mercantil del dinero es falsa; Este último, argumentan los neocartalistas, no puede explicar el origen del dinero y el crédito, ni proporcionar una explicación creíble de los fenómenos monetarios en el mundo moderno.
Los cartalistas sostienen que el dinero es completamente "una criatura del Estado": primero surge como una unidad de cuenta para las deudas, créditos e impuestos estatales, y luego se impone gradualmente a todo el proceso comercial en la sociedad. Si este argumento cartalista es cierto, entonces no puede serlo también que, como sostiene Marx, el dinero se origina como una "mercancía especial" (un referente de valor y un bien universalmente intercambiable) dentro del proceso de intercambio mismo. La teoría neocartalista se conoce como Teoría Monetaria Moderna (TMM). También existen muchas otras teorías crediticias del dinero que difieren en un grado u otro de la TMM, con diferentes conclusiones políticas.
La controversia sobre este desafío a la idea de Marx está lejos de resolverse en esta etapa, por cinco razones.

#### Ausencia de consenso
En primer lugar, hoy en día no existe una opinión consensuada entre los marxistas sobre la teoría del dinero de Marx.
- Algunos marxistas niegan que Marx tuviera una teoría completa del dinero en el sentido moderno de la palabra, ya que nunca desarrolló ninguna teoría sustantiva sobre la circulación del dinero y las finanzas públicas; Se argumenta que Marx había mantenido deliberadamente breve su análisis del dinero y el capital bancario porque su único objetivo era explicar la naturaleza del modo de producción capitalista de la manera más simple posible.
- Algunos marxistas, como Thomas T. Sekine, consideran la discusión sobre la forma de valor como una discusión puramente teórica sin relación con la realidad empírica o histórica; su objetivo principal es simplemente mostrar por qué el dinero surge necesariamente del intercambio de productos, no cómo se origina exactamente.[153]
- Algunos marxistas, como Ernest Mandel y John Weeks,[154] han argumentado que Marx realmente tenía una teoría mercantil del dinero.
- Otros argumentan que (a) una teoría del dinero-mercancías sólo puede ser un "caso especial" de una teoría más general del dinero, o (b) que es un supuesto puramente teórico/analítico, o (c) que se aplica sólo en un determinado período de la historia, o (d) Marx no tenía ni necesitaba una teoría mercantil del dinero.[155]
- Algunos marxistas piensan que la teoría de Marx es sustancialmente la misma que la teoría del trueque del dinero, mientras que otros sostienen que es muy diferente de la teoría del trueque.

Por tanto, no existe un acuerdo general sobre el estatus teórico exacto de la teoría del dinero de Marx. El problema central aquí es que, en su evolución a lo largo de milenios de actividad comercial, el dinero en sí ha adoptado múltiples formas diferentes y siguen surgiendo nuevos tipos de transacciones monetarias, de las que antes no se había oído hablar (véase también, por ejemplo, dinero electrónico). obligación de deuda garantizada, swap de incumplimiento crediticio y criptomoneda). Durante casi toda la historia del capitalismo comercial, desde el siglo XV en adelante, se utilizaron monedas convertibles en oro y plata, pero a partir de 1971, la mayoría de las monedas se convirtieron en dinero fiduciario (ver Nixon shock).

#### Orígenes del dinero
En segundo lugar, el análisis de la evidencia histórica y arqueológica sobre los orígenes reales del dinero no es simplemente una cuestión de "hechos", sino también una cuestión de interpretación de los hechos utilizando marcos teóricos. ¿En qué momento exactamente surgió el dinero primitivo? ¿Cuándo el dinero es realmente dinero? ¿Cómo trazamos exactamente la frontera entre una "jefatura" y un "estado primitivo"?
La forma en que los economistas interpretarán el registro histórico de los procesos de intercambio humano está influenciada por su teoría sobre cómo funcionan los mercados en el mundo moderno y por cómo definen los fenómenos monetarios. Sin embargo, cuanto más retrocedemos en el pasado, más fragmentaria es la evidencia científica sobre la circulación de mercancías y más se requiere interpretación para comprender cómo funcionaba. Es fácil proyectar una comprensión moderna del dinero hacia el pasado, incluso aunque en el pasado se entendiera de manera muy diferente, o el dinero funcionara de manera diferente en el pasado, porque las personas se relacionaban y se relacionaban de una manera diferente.

#### Desacuerdo
En tercer lugar, más allá de las teorías keynesianas y marxistas sobre el dinero, hay mucha controversia y desacuerdo teórico dentro de la disciplina de la economía en su conjunto sobre el dinero, el crédito y las finanzas. Los representantes de diferentes escuelas de pensamiento en economía a menudo no pueden ponerse de acuerdo a un nivel científico muy básico sobre las causas y efectos de los fenómenos monetarios, incluso si comparten los mismos conceptos elementales sobre la circulación del dinero. Por lo tanto, es probable que también interpreten la evolución económica de maneras muy diferentes.

#### Pocas obras marxistas
En cuarto lugar, de hecho, muy pocos economistas marxistas han estudiado la economía monetaria en detalle, y hay pocos trabajos marxistas significativos sobre el papel del dinero en la economía.

#### Modelo stock-flujo consistente
En quinto lugar, cuando los economistas intentan "modernizar" la visión de Marx sobre el dinero, se topan con el problema de que en la economía ortodoxa la "macroteoría" del dinero es muy diferente de la "microteoría" del dinero. La forma en que los economistas piensan que el dinero funciona a nivel macro de la sociedad en su conjunto difiere mucho de la forma en que dicen que el dinero funciona a nivel de individuos y empresas. Tienen una historia para las transacciones entre individuos o empresas individuales, y otra muy distinta para el "panorama general".
Según economistas marxistas, clásicos y poskeynesianos como Wynne Godley, Marc Lavoie, Steve Keen, Edward J. Nell y Anwar Shaikh, esto crea todo tipo de inconsistencias teóricas. Para superar las inconsistencias, los marxistas poskeynesianos intentan crear el llamado "modelo consistente de stock/flujo" de transacciones monetarias, que puede explicar el proceso de circulación de dinero, mercancías y capital de manera integral. Este enfoque es necesario especialmente porque "desafortunadamente, el sector financiero es uno de los sectores peor medidos en las cuentas nacionales".

### Dinero presoberano
La principal objeción a la teoría cartalista sobre los orígenes del dinero es que, durante la mayor parte de la historia humana reconocible, el intercambio económico en cualquier forma tuvo lugar sin utilizar una moneda soberana, y que todo tipo de bienes físicos (como minerales, ganado), pieles, conchas y esclavos) se utilizaban como especie de dinero. Es decir, el dinero-mercancías existía mucho antes de que surgiera la moneda soberana, y la importancia económica del Estado primitivo era muy pequeña. Desde este punto de vista, la moneda soberana podría reemplazar a la moneda no soberana, sólo porque ya existía de antemano mucha experiencia en el comercio con moneda no soberana. Esto no niega que en la antigüedad también existieran acuerdos informales y contractuales de préstamo/empréstito, pero la moneda ni siquiera era necesaria para eso.
Debido a que la productividad laboral era comparativamente baja, el producto excedente era relativamente pequeño y la capacidad de los primeros estados para apropiarse de él a través de gravámenes e impuestos generalmente también era limitada (aunque, por ejemplo, los emperadores aztecas aparentemente acumulaban granos de cacao y en algún momento poseían reservas de algunos). 960.000.000 de frijoles). Además, las grandes casas comerciales, como la Compañía Holandesa de las Indias Orientales, a veces emitían su propia moneda, de forma bastante independiente del estado (ver: acuñación de la Compañía Holandesa de las Indias Orientales).
Por lo tanto, la capacidad de las fichas de valor (por ejemplo, las criptomonedas ) para funcionar como dinero no depende necesariamente del Estado en absoluto, aunque, en la era moderna, el dinero ha adoptado principalmente la forma de moneda emitida por el Estado y, tras la desaparición del Acuerdo de Bretton-Woods siempre tiene la forma de dinero fiduciario.

### Palo de cómputo
Los neocartalistas sostienen, sin embargo, que, aunque nunca estaremos seguros, por falta de pruebas arqueológicas definitivas, sobre los orígenes del dinero, los primeros ejemplos de unidades de cuenta son los mercados de deuda, los llamados "palo de cómputos" en la antigüedad. El dinero emitido es siempre deuda emitida y, por lo tanto, la noción de que el dinero se originó primero como medio de intercambio se considera falsa.

## Crítica libertaria
Una quinta línea de crítica, articulada especialmente por libertarios como Friedrich Hayek y la Escuela Austriaca, se refiere al papel del valor en la libertad y el progreso humanos. Marx y Engels tendieron a presentar el "valor" y las "relaciones de valor" como fenómenos negativos, alienantes y cosificantes que hacen que las personas sean utilizadas por otros, para fines que ya no pueden comprender. Por lo tanto, los mercados parecen ser cosas malas, y de ahí se deduce que la gente está mejor sin ellos. Sin embargo, el valor de mercado también puede considerarse algo muy positivo. Hayek afirmó que:
"Todo mi concepto de economía se basa en la idea de que tenemos que explicar cómo los precios operan como señales, diciéndole a la gente lo que deben hacer en circunstancias particulares. (...) En un sistema en el que el conocimiento de los datos relevantes está disperso entre millones de agentes, los precios pueden actuar para coordinar las acciones separadas de diferentes individuos".
Según los marxistas, los fenómenos valorativos pertenecen a la prehistoria de la humanidad que se cierra con la abolición del capitalismo. Así, por ejemplo, Iring Fetscher afirma: "La crítica de Marx se dirige contra el valor como tal, no simplemente contra su consecuencia, el capital". De manera similar, Moishe Postone argumentó que a Marx le preocupaba principalmente "la abolición del valor como forma social de riqueza". En otras palabras, las características negativas y deshumanizantes de las valoraciones de mercado de las vidas de los trabajadores han tenido prominencia para los marxistas, incluso aunque Marx también reconoce aquí y allá que los mercados tienen algunas características progresistas, desarrollistas y "civilizadoras". Marx y Engels parecen describir las formas de valor como una fuerza extraña, impersonal y corruptora que gradualmente subordina cualquier cosa a "hacer dinero" y conduce a la cosificación de la vida humana (y a las guerras). Esto abre un tema de crítica complejo y de largo alcance.
Hay muchas críticas libertarias al marxismo y al socialismo: económicas, políticas, morales y técnicas. En el contexto de este artículo, cinco puntos son particularmente relevantes (esté o no de acuerdo con ellos).

### Progreso
La primera objeción es que el juicio histórico negativo sobre la economía de mercado capitalista no es objetivo porque, en conjunto, los resultados para la civilización humana de la valoración del trabajo por el capital han tenido un efecto mucho más progresivo de lo que Marx y Engels estaban dispuestos a reconocer.
Se dice que la prueba es que los propios trabajadores prefieren elegir su propio empleador, comprar bienes a precios estables y poseer propiedad privada; El comercio de mercado ha mejorado su nivel de vida más rápidamente que cualquier otro método. Desde este punto de vista, los marxistas exageraron el aspecto de "hacer dinero" de los negocios, simplemente ignorando muchas otras consideraciones humanas involucradas en ellos (Marx no escribió casi nada sobre la sociedad civil y la esfera del consumo).

### Valor inevitable
Una segunda objeción es que los marxistas se equivocan al pensar que el valor desaparece cuando se abolió el comercio. Aquí el argumento es que los humanos simplemente continuarían haciendo valoraciones de todos modos, y que los bienes siguen teniendo valor, excepto que saber cuál es exactamente la magnitud de ese valor se vuelve mucho más problemático porque un estándar general y compartido de valoración (expresado en dinero cantidades) está ausente.
Se supone que la prueba de esto es la experiencia de sociedades de tipo soviético, donde una gran cantidad de bienes fue efectivamente "truecada" o asignada por decreto gubernamental. Sin embargo, incluso si no hubiera comercio alguno, las autoridades soviéticas sabían muy bien que los productos del trabajo humano tenían valor y, con experiencia, los planificadores podían estimar con bastante precisión cuánta mano de obra sería necesaria para producir diversos tipos de productos.
De manera más general, se puede argumentar que los seres humanos como sujetos morales son sujetos intrínsecamente valoradores y, por lo tanto, no existen relaciones humanas sin valores o valoraciones de algún tipo. En el mejor de los casos se podría decir (como hizo Marx) que el tipo de valor o valoración puede cambiar.

### Libertad
Una tercera objeción es que la gente puede distinguir bastante bien entre la racionalidad de medios/fines del comercio y las relaciones no comerciales. Por lo tanto, es simplemente una opinión subjetiva inexacta y falsa afirmar que existe algún tipo de "dominación monumental" de las relaciones comerciales sobre la vida de las personas, porque eso no es cierto, excepto quizás para las personas que están obsesivamente centradas en las relaciones comerciales.
Lo que se ignora es que los mercados pueden ofrecer libertad de elección y desarrollo a quienes se valoran a sí mismos y creen en su propio valor. Este tipo de argumento sugiere que la "opresión por el valor económico" o la "dominación del valor económico" sólo existe como una creencia o una interpretación que en sí misma puede ser opresiva.

### Eficiencia y equidad
Una cuarta objeción es que sin la "disciplina" y los "incentivos" de las relaciones de valor, es simplemente imposible conciliar el interés propio y el interés común de una manera eficiente y justa, y lograr economías de costos sensatas en el uso de los recursos. Una vez más, se supone que esto queda demostrado por el desperdicio de recursos y el daño ecológico sufrido por las sociedades de tipo soviético.
Si la gente no tiene que trabajar para ganarse la vida, simplemente intentará vivir a expensas de otras personas. Pero ofrecer a las personas recompensas y costos monetarios como marco a tener en cuenta al tomar decisiones sobre sus vidas es mucho más preferible que obligarlas a trabajar bajo la amenaza de un castigo real si no lo hacen.

### Persistencia comercial
Una quinta objeción es que es prácticamente imposible abolir el comercio como tal en sociedades complejas, y que el comercio no podría impedirse, incluso si una autoridad estatal central asignara recursos a los individuos a través de algún tipo de sistema de crédito o racionamiento. Mientras las personas puedan poseer pertenencias de forma privada, las comercializarán, si les conviene hacerlo. En las sociedades de tipo soviético, el comercio seguía existiendo de todos modos, incluso si estaba altamente regulado o era clandestino (la "economía gris" o mercado negro). Dado que prácticamente no hay alternativa al comercio, se argumenta que la única disputa que puede haber tiene que ver con los términos en los que se comercializan los bienes y servicios: si eso es eficiente o moralmente justificable.
Cualquier política que tenga como objetivo regular o controlar cómo las personas pueden comerciar, argumentan los libertarios, representa un ataque a su libertad y supone erróneamente que los reguladores saben mejor qué comercio es beneficioso que los propios comerciantes (ver más: Debate sobre el cálculo económico en el socialismo).

## Respuesta: socialismo de mercado
Argumentando en contra de la estatificación total como en la Unión Soviética, muchos teóricos socialistas modernos han afirmado, sin embargo, que los mercados no son necesariamente algo malo. Todo depende de cómo se organizan o institucionalizan los derechos de propiedad y los reclamos sobre los recursos. Más bien, argumentan, los mercados deberían combinarse con métodos de asignación no basados en el mercado dentro de un socialismo de mercado. Actualmente existe una gran cantidad de literatura sobre este tema, a favor y en contra.
De manera similar al reformismo socialdemócrata clásico, se sostiene el principio de que cuanto más bienes económicos sean asignados por el mercado, más los financieramente fuertes derrotarán a los financieramente débiles y mayor será la desigualdad socioeconómica. Por lo tanto, se argumenta, una sociedad más igualitaria requiere mecanismos tanto de mercado como no de mercado para asignar los bienes de manera justa. En este sentido, hay muchas combinaciones posibles de argumentos.
- En 1919, en el contexto de la guerra civil rusa, Nikolái Bujarin y Evgeny Preobrazhensky publicaron la primera descripción exhaustiva de la transición al socialismo, hablando de "la abolición del comercio privado" (ver también comunismo de guerra).[197] Sin embargo, en su propio estudio de 1924, escrito después de la introducción de la Nueva Política Económica de Lenin, Preobrazhensky reconoció la persistencia del comercio en la era de transición. Sin embargo, afirmó que existía una contradicción fundamental entre la planificación colectiva y los mercados.[198] Esta idea de una contradicción fundamental entre planificación y mercados adquirió una enorme influencia en el pensamiento marxista de finales del siglo XX. Sin embargo, cuando Bujarin escribió por su cuenta sobre la transición al socialismo, se mostró mucho más relajado respecto de la actividad del mercado en la Unión Soviética.[199] Bujarin y Preobrazhensky fueron ejecutados por orden de Stalin durante el Gran Terror en 1937-1938, pero sus ideas resurgieron a partir de la década de 1960, cuando los académicos occidentales comenzaron a desenterrar el verdadero registro histórico del marxismo. El programa general de Stalin era erradicar completamente los mercados de capital y la libre empresa, así como poner a casi todas las cooperativas de productores y consumidores independientes bajo control estatal: la abolición de casi toda la propiedad privada de los medios de producción, lo que simultáneamente abolió la burguesía comercial como clase social. en sociedad.
- Ludwig von Mises ya estaba atacando el concepto de socialismo de mercado en 1920, incluso antes de que existiera una teoría detallada. Esto recibió respuestas de Karl Polanyi y Eduard Heimann en 1922.[200]
- Comparando la producción de mercado y la producción no de mercado, Michael Ellman concluyó que el sistema socialista es "un sistema eficiente para la movilización de recursos, que normalmente logra altas tasas de participación y altas tasas de inversión". Sin embargo, el socialismo era "el sistema menos eficiente con respecto al uso de materias primas y productos intermedios".[201]Ellman argumentó que la evidencia muestra que la famosa teoría de Preobrazhensky sobre la "acumulación socialista primitiva" simplemente no se sostenía.[202] Al final, Ellman concluyó que "el cambio social revolucionario que apunta a eliminar el papel del dinero y la economía de mercado bien puede no eliminar la desigualdad" y, en cambio, "simplemente cambiar sus causas".[203] Podría haber más o menos desigualdad, o diferentes tipos de desigualdad en la asignación de recursos.
- Uno de los primeros teóricos del socialismo de mercado fue el economista polaco Oskar Lange quien, de manera bastante singular, aspiraba a integrar la economía clásica y la neoclásica en una sola teoría.[204] En opinión de Lange, la planificación central por parte del Estado y la actividad del mercado eran bastante compatibles. El marxista japonés Kei Shibata se mostró escéptico ante la teoría de Lange y consideró las críticas de Hayek, argumentando que Lange fue víctima de la "vieja lógica económica" que debía ser descartada.[205] Moishe Postone, sin embargo, coincidió en que "ni siquiera existe una oposición lógica necesaria entre valor y planificación".[206]
- Maurice Dobb publicó muchos libros y artículos sobre la controversia entre la asignación del mercado y la planificación económica.[207] Sin embargo, debido a que Dobb simpatizaba con la Unión Soviética,[208] sus escritos simplemente fueron borrados y eliminados (como los escritos de la mayoría de los demás simpatizantes marxistas soviéticos en Occidente) de la tradición del "marxismo occidental" inventado por intelectuales de la Nueva Izquierda como Perry Anderson,[209] Alex Callinicos y Marcel van der Linden. Por lo tanto, hoy en día muy pocas personas saben lo que realmente dijo Dobb.
- Entre 1963 y 1965, el Che Guevara y el ministro del Tesoro cubano, Luis Álvarez Rom, encabezaron lo que se conoció como "el Gran Debate" sobre la organización de la economía cubana. Se trataba principalmente de cuestiones sobre la autonomía económica de las empresas y la combinación de incentivos materiales y morales que funcionarían mejor para el sistema de producción cubano. Se organizó una conferencia internacional en La Habana, a la que asistieron, entre otros, Ernest Mandel y Charles Bettelheim, para debatir la teoría de la transición al socialismo.[210]
- El economista socialista checo Ota Šik, que apareció en numerosas ocasiones en las cadenas de televisión occidentales, promovió originalmente la liberalización del mercado en Europa del Este en los años 1960.[211] Sin embargo, se volvió cada vez más crítico con el sistema vigente y comenzó a considerarlo "antisocialista" y "neoestalinista" en la década de 1980.[212] Afirmó que el sistema político existente del partido comunista había presentado un obstáculo insuperable para una reforma económica progresiva. Al final, la "tercera vía" de Ota Šik abogaba por una democracia económica humana: un método para la asignación de recursos debería juzgarse no por si se ajustaba a una doctrina o principio, sino por si realmente satisfacía las necesidades de las personas y mejoraba sus vidas. es decir, en los resultados.[213] En la década de 1990, intentó extraer algunas lecciones teóricas de la experiencia de lo que se había logrado o no.[214] En 1969, su compatriota Petr Uhl publicó una propuesta para la autogestión socialista y la democratización de Checoslovaquia.[215] En 1978, Václav Havel, líder de Carta 77, publicó su famoso ensayo samizdat El poder de los impotentes. Havel argumentó que en la Checoslovaquia neoestalinista, la gente tenía que comportarse "como si" creyera en la ideología del Estado, incluso si no la creía en absoluto, por lo que realmente estaba "viviendo una mentira". Esto tuvo, entre otras cosas, terribles efectos económicos, porque subvirtió la posibilidad misma de realizar transacciones honestas y transparentes.
- El economista socialista croata Branko Horvat defendió un tipo de socialismo democrático de mercado y criticó la privatización excesiva y la opresión de las minorías étnicas.[216]
- El disidente de Alemania Oriental Rudolf Bahro afirmó en su ampliamente leída crítica teórica La alternativa en Europa del Este (1977) que "el socialismo realmente existente" no había sido socialismo real.[217] Posteriormente, se convirtió en líder del Partido Verde de Alemania Occidental y dedicó sus últimos años principalmente a la filosofía de la espiritualidad.
- Uno de los primeros libros de Abel Aganbegyan se tituló Estudios regionales para la planificación y la proyección: la experiencia siberiana.[218] Posteriormente, ascendió hasta convertirse en uno de los asesores económicos clave del programa Perestroika de Mijaíl Gorbachov para reestructurar la economía planificada soviética, y escribió muchos libros al respecto, algunos de ellos traducidos al inglés.[219] En la primera fase de la perestroika, se abolió el monopolio estatal del comercio exterior; en la segunda fase, muchas empresas podrían comercializar parte de su producción por iniciativa propia y conservar las ganancias. Sin embargo, cuando Gorbachov perdió su puesto, el programa de reformas de la Perestroika previsto ya no pudo seguir adelante.
- Yegor Gaidar creía que sólo había una manera de salir de los problemas del socialismo soviético, y era lo que equivalía a una "terapia de choque" económica de mercantilización y privatización a gran escala (aunque oficialmente negó que fuera una "terapia de choque"). ). Este programa tan radical demolería la resistencia política antes de que los opositores a la reforma pudieran movilizarse y organizarse.[220] Gaidar argumentó que "Los argumentos de Mises y Bruzkus, a pesar de su coherencia y consistencia, son insuficientes para explicar las causas sistémicas de la crisis y muerte del comunismo soviético, así como las razones generales de su fracaso en competencia con el capitalismo occidental. Se requiere un análisis minucioso, basado en la experiencia histórica concreta."[221]
- En su libro La venta del siglo: la historia interna de la segunda revolución rusa, Chrystia Freeland documenta cómo la transición de Rusia al capitalismo de estado fue muy rentable para una nueva oligarquía rusa, pero un desastre para la mayoría de los rusos comunes y corrientes.[222] Ruslan Dzarasov ofrece una perspectiva marxista alternativa sobre la mercantilización en la Rusia postsoviética.[223] Zbigniew Brzezinski, escribiendo en 1989, afirmó que "Para el mundo en general, la experiencia soviética, que ya no es un icono, no debe ser imitada sino evitada en lo sucesivo. Como resultado, el comunismo ya no tiene un modelo práctico que otros puedan emular".[224]
- El crítico profesor marxista Aleksandr Buzgalin de la Universidad Estatal de Moscú, líder de la izquierda democrática rusa contemporánea, ha tratado de salvar las diferencias teóricas entre los comunistas tradicionales y los socialistas modernos de la Nueva Izquierda. Ha escrito unos veinte libros y unos doscientos artículos, defendiendo la posibilidad de una economía socialista democrática y autogestionada, con una variedad de formas e instituciones de propiedad y cierta actividad de mercado.[225] Algunos de estos escritos, como su clásico Rusia: el parque jurásico del capitalismo.[226] Se mostró partidario de celebrar el centenario de la Revolución Rusa,[227] que los marxistas occidentales habían convertido en un "espejismo rojo".[228]
- En su retrospectiva de 2011 De la solidaridad a la traición: la restauración del capitalismo en Polonia, Tadeusz Kowalik criticó la "terapia de choque" de las reformas de mercado en Polonia después de 1989.[229] Otros, sin embargo, señalan que en las primeras décadas del siglo XXI, "la economía de Polonia ha expandido a uno de los ritmos más rápidos de Europa".[230] Jeffrey Sachs declaró: "No soy un tipo desalmado. No soy un libertario del libre mercado ni de lejos. Quería un colchón para Polonia. Ésa era una gran parte de mis objetivos y una gran parte de su interés en "Yo, en términos de lo que podía conseguir por ellos. Y lo hice de varias maneras".[231] En su libro El salto de Polonia a la economía de mercado, Sachs describe cómo se llevó a cabo la reestructuración de la economía polaca.[232]
- El destacado economista chino Jinglian Wu afirma que un análisis exhaustivo de la economía planificada desde la década de 1980 (coincidiendo con las reformas económicas chinas) demuestra que es "imposible que tal acuerdo institucional sea eficiente".[233] Sin embargo, los críticos, incluidos académicos de la Nueva izquierda china como Minqi Li y Wang Hui, cuestionan qué se entiende por "eficiencia".[234]
- El socialista ruso disidente Borís Kagarlitski argumentó en 1992 que "ninguna economía puede prescindir de las relaciones de mercado". Pero, preguntó, "¿por qué deberíamos considerar el mercado 'libre' capitalista como el único posible, y el control burocrático centralizado como la única forma posible de planificación? (...) Lo que la gente con iniciativa necesita no es el mercado o el sector privado. propiedad, sino la oportunidad de realizar su iniciativa. Si esto se puede hacer a través del mercado, está bien. Si por otros medios, entonces también está bien".[235]
- Los trotskistas, la Tendencia Socialista Internacional y la Organización Socialista Internacional siempre han sostenido que nunca ha existido ninguna sociedad socialista real en ninguna parte, sólo "formaciones de transición",[236] un estado obrero degenerado, un estado obrero deformado, colectivismo burocrático o capitalismo de Estado, y que el único socialismo real es el esbozo del socialismo ideal de Marx y Engels.[237] La crítica trotskista y neotrotskista de las "sociedades llamadas socialistas" es esencialmente que la asignación estatal y la asignación del mercado estaban combinadas, pero esto no tenía nada que ver con el socialismo, incluso aunque estas sociedades se llamaran a sí mismas "socialistas" y afirmaran construir el socialismo. Por lo tanto, el colapso de las sociedades llamadas socialistas a sus ojos no prueba que el socialismo sea imposible, sólo que el falso socialismo es imposible de mantener, y que el verdadero socialismo nunca ha sido implementado ni puesto a prueba en ninguna parte, hasta ahora.[238]
- Los marxistas-leninistas consideran la interpretación trotskista y socialista internacional como supremamente idealista e infantil,[239] porque los trotskistas y los socialistas internacionales carecen de cualquier comprensión realista de la economía socialista y la gestión estatal socialista en el mundo real. La razón básica de esta falta de comprensión es que, si, como afirman los trotskistas, nunca ha existido ningún socialismo real, entonces no hay nada que pueda entenderse sobre el socialismo. Todo lo que uno puede hacer es analizar los sueños utópicos, la esperanza, el anhelo o el anhelo socialista, o los testimonios de una fe socialista, o los sentimientos espirituales acerca de un "cielo socialista en la tierra" como un futuro ideal o utópico.[240] O uno puede quejarse de perder el ideal en la realidad, mostrando cómo lo real no está a la altura del ideal.[241] Trotsky podía dirigir mediante órdenes y órdenes ejecutivas "desde arriba", pero era inútil como formador de equipos en la vida civil. Cuando, después de la guerra civil, fue nombrado Comisario de Transportes, se hizo muy impopular entre los sindicatos, al intentar convertir a los trabajadores ferroviarios en un "ejército obrero" con políticas draconianas de estilo militar.[242] La mayoría de los marxista-leninistas están de acuerdo en que la Unión Soviética bajo Iósif Stalin era socialista, pero que el socialismo soviético fue posteriormente destruido, porque las sucesivas reformas de mercado fueron demasiado lejos y los líderes soviéticos se volvieron cada vez más derechistas, abandonando el marxismo real. Los marxista-leninistas, sin embargo, no están de acuerdo entre sí sobre cuándo exactamente se restableció el capitalismo en la Unión Soviética. Por ejemplo, algunos dirán que ocurrió después del fin de Stalin, es decir, en la era de Jruschov, algunos argumentarán que ocurrió después de las reformas de Liberman en la era de Brezhnev, y algunos dirán que ocurrió después de la era de Gorbachov, cuando la Unión Soviética colapsó. De manera similar, algunos marxistas-leninistas chinos piensan que China es ahora capitalista de Estado, otros piensan que sigue siendo socialista "con características chinas" y algunos piensan que es en parte capitalista y en parte socialista.[243] Obviamente, todos estos diferentes puntos de vista no pueden ser ciertos a la vez. Ayuda a explicar por qué el movimiento marxista-leninista se ha fragmentado aproximadamente desde 1960, al igual que el movimiento trotskista y neotrotskista.
- Una declaración visionaria sustancial de los comunistas de consejos fueron los Principios de producción y distribución comunistas. No había espacio para los mercados en este sistema comunista, y a los trabajadores se les acreditarían bienes y servicios de acuerdo con el trabajo que realizaban, según alguna fórmula. En general, los comunistas del Consejo consideraban a la Unión Soviética como un tipo de capitalismo de Estado, gobernado por una burguesía de Estado (compuesta por altos funcionarios y directivos del gobierno y de la burocracia del partido, que tenían privilegios especiales como consumidores). Ideas similares aparecen en el ensayo "valor y socialismo" de Paul Mattick.[244]
- En su "Construyendo utopías reales"[245] desde 1991, el marxista analítico Erik Olin Wright ha editado y publicado una serie de seis libros, con escritos de un gran número de académicos socialistas contemporáneos que exploran cómo sería una sociedad alternativa, igualitaria y democrática, y cómo funcionaría. El segundo volumen de la serie se titula Equal shares: making market socialism work.[246]
- Michael Albert y Robin Hahnel han formulado una teoría de la economía participativa, también conocida como parecon.[247]
- El profesor canadiense Michael Lebowitz ha esbozado su teoría sobre el potencial de un socialismo autogestionado en el siglo XXI, inspirado en su experiencia en Venezuela.[248]
- Makoto Itō y Ha-Joon Chang ofrecen una fuerte defensa de la organización económica dirigida por el Estado.[249]
- Anthony Giddens, Robert Rowthorn y Geoffrey Hodgson han abogado por una "tercera vía" entre el capitalismo y el socialismo.[250]
- János Kornai y Ernest Mandel han argumentado –por diferentes razones– que cualquier "tercera vía" duradera entre el capitalismo y el socialismo es imposible.[251]
- Diane Elson argumentó a favor de "integrar los mercados en relaciones sociales igualitarias, lo que a su vez significa explorar formas de transformar las relaciones de propiedad que subyacen y dan forma a las configuraciones actuales de las instituciones de mercado".[252]
- En su libro Hacia un nuevo socialismo (1993), el informático Paul Cockshott y el economista Allin Cottrell defendieron un mercado de bienes de consumo, pero rechazaron el concepto de socialismo de mercado, considerándolo como "una adaptación dañina al dominio de la derecha".[253] "Estos autores fueron criticados por Geoffrey Hodgson.[254]
- El economista ruso Yakov Abramovich Kronrod (1912-1984) argumentó que la propiedad pública y la democracia son dominantes en la sociedad socialista, pero que, no obstante, las relaciones entre el mercado de productos básicos también desempeñan un papel importante en una economía planificada.
- En The economics of factible socialism revisited, Alexander Nove aboga por un socialismo democrático que combine corporaciones estatales centralizadas, empresas públicas, empresas autogestionadas como cooperativas, empresas privadas y el trabajo por cuenta propia.[255] La ventaja de un socialismo factible sería que se podrían probar diferentes formas de propiedad y métodos de asignación para ver cuál funciona mejor para diferentes tipos de actividades.
- Frank Furedi, el líder ideológico de una agrupación libertaria conocida como la red Living Marxism, ha argumentado que "deberíamos intentar defender el capitalismo de sus oponentes mezquinos", pero también "repensar las categorías e ideas a través de las cuales damos sentido a nuestras vidas de la condición humana".[256] Para Furedi, "lo que se necesita ahora es un alejamiento de la política divisoria de la identidad cultural hacia los valores democráticos y liberales de la Ilustración. Tal política debería fomentar la identificación con la soberanía popular y nacional en lugar de con subculturas y grupos de estilos de vida".[257]
- En su libro Mercados en nombre del socialismo, la socióloga Johanna Bockman sostiene que "lejos de ser un gigante hegemónico, el capitalismo neoliberal fue un crecimiento parásito de las mismas alternativas socialistas que atacaba".[258]
- En sus investigaciones más recientes, los socialistas estadounidenses Samuel Bowles y Herbert Gintis analizan todo el problema desde un ángulo diferente: los seres humanos no pueden existir sin cooperación social, como individuos atomizados o mónadas aisladas, por lo que la disputa entre capitalistas y socialistas realmente gira en torno a la métodos de cooperación que funcionen mejor para la humanidad.[259] Bowles cree que el liberalismo está en problemas y podría estar llegando a su fin.[260]
- Por último, pero no menos importante, también hay "anarquistas de mercado" que creen en el libre mercado pero no en el capitalismo.[261]

Todos estos argumentos siguen siendo muy discutidos entre los economistas que buscan reformas económicas; los debatientes todavía no pueden ponerse de acuerdo sobre los conceptos básicos de la economía, sobre las posibles formas en que se pueden combinar la producción, el comercio y la democracia, o sobre qué evidencia fáctica finalmente cerraría la controversia. En un nivel fundamental, los teóricos todavía no pueden ponerse de acuerdo sobre qué es el capitalismo, qué es el socialismo y cómo se pasa del uno al otro. Entre otras cosas, los marxistas propusieron una asignación planificada de recursos, sin un marco ético coherente para la evaluación de las prioridades de asignación y sin mucha comprensión de la gestión eficaz.
Durante la época de la Guerra Fría, era muy difícil mantener un debate científico sobre estos temas, porque las posiciones estaban muy polarizadas. Fuertes sentimientos y prejuicios morales obstaculizaron el análisis objetivo. La discusión marxista estuvo dominada por la ideología marxista-leninista hegemónica, porque los marxistas-leninistas tenían la mayor cantidad de recursos y poder político. O la gente estaba "a favor" o "en contra", y si estaban en el lado "equivocado", había poco margen para realizar una investigación objetiva (ver también Cultura durante la Guerra Fría). El efecto de esto fue que se pudo lograr muy poco progreso con el análisis científico de la transición a la sociedad socialista y el funcionamiento de la sociedad socialista.
En la era cibernética de Internet, está surgiendo un lenguaje completamente nuevo, para conceptualizar las batallas que las personas tienen con las relaciones de valores capitalistas, lo que significa que a menudo las viejas tradiciones ya no hablan claramente de la nueva situación; su relevancia precisa está en disputa. Con el crecimiento de las redes sociales, lo que significa el socialismo ya no está bajo el control de académicos y élites políticas. Para algunos, esto es algo bueno: argumentan que, de todos modos, los académicos y las elites nunca acertaron, sino que sólo lo hicieron los verdaderos trabajadores. Para otros, es algo malo: sostienen que al menos los académicos y las élites tenían algunas ideas racionales, reflexivas y coherentes sobre el socialismo.